# 塔卡波托環礁
塔卡波托環礁（Takapoto）是南太平洋法屬波利尼西亞的環礁，屬於土阿莫土群島和喬治王群島的一部分，位於塔卡羅阿環礁西南10公里，由塔卡罗阿市镇管辖，長17公里、寬6.4公里，土地面積15平方公里，潟湖面81平方公里，2007年人口472。

## 外部連結
- （页面存档备份，存于）
- Takapoto Airport （页面存档备份，存于）
- Fakatopatere village （页面存档备份，存于）
- Names
- Wilkes Expedition
- Atoll list (in French)
- Classification of the French Polynesian atolls by Salvat (1985)

14°37′01″S 145°12′00″W / 14.617°S 145.200°W